# 丁晟
丁 晟（ディン・シェン、1970年 - ）は、中華人民共和国出身の映画監督・脚本家。

## 経歴
1970年、山東省・青島市生まれ。1993年、北京電影学院監督科を卒業。300本以上のCMを監督し、2008年に『アンダードッグ』で映画監督デビュー。

## 主な監督作品
- 『アンダードッグ』（2008年）
- 『ラスト・ソルジャー』（2010年）
- 『ポリス・ストーリー/レジェンド』（2013年）
- 『誘拐捜査』（2015年）
- 『レイルロード・タイガー』（2016年）
- 『男たちの挽歌 REBORN』（2018年）
- 『S.W.A.T.』（2019年）